# Neu-Ulm
Neu-Ulm est une ville d'Allemagne, située sur la rive droite du Danube, en Bavière. Elle est le chef-lieu de l'arrondissement de Neu-Ulm. Elle forme un ensemble urbain avec la ville d'Ulm, sur la rive gauche, qui appartient au Bade-Wurtemberg. Le nom Neu-Ulm signifie « Nouvelle-Ulm » en allemand.

## Chronologie
- 1810 : la frontière entre les royaumes de Bavière et de Wurtemberg est établie dans le milieu du Danube.
- 1814 : première trace écrite de l'appellation « Neu-Ulm ».
- 1844–1857 : construction de la Bundesfestung (« forteresse fédérale ») d'Ulm dont une partie se trouve sur le territoire de Neu-Ulm.
- 1853 : première ligne de chemin de fer (vers Augsbourg).
- 1857 : création du blason de la ville, qui n'a pas encore le statut officiel d'une ville.
- 1865 : élévation au rang de ville par le roi Louis II de Bavière.
- à partir de 1906 : les fortifications sont rasées, la ville s'étend et les premières usines s'installent.
- 1944/45 : la ville est fortement détruite par des raids aériens : 80 % des immeubles sont rasés ainsi que tous les ponts sur le Danube.
- 1951–1991 : Neu-Ulm est le siège d'une garnison de l'armée américaine en Allemagne.
- années 1970 : la ville s'agrandit en incorporant neuf villages des alentours.
- années 1990 : le nombre d'habitants franchit le seuil de 50 000.

## Naissances
- Edwin Scharff (1887–1955), sculpteur

## Villes jumelées
La ville de Neu-Ulm est jumelée avec :
- Bois-Colombes (France) depuis 1966
- Meiningen (Allemagne) depuis 1987
- Trissino (Italie) depuis 1990
- New Ulm (États-Unis) depuis 1930 (officiellement, New Ulm est jumelée avec Ulm).